# Eliodoro Villazón
Eliodoro Villazón Montaño (ur. 22 stycznia 1848 w Sacabie, zm. 12 września 1939 w Cochamambie) – boliwijski polityk, dziennikarz i z zawodu adwokat.
W 1880 był ministrem skarbu. W liberalnym rządzie Jose Manuela Pando pełnił funkcję ministra spraw zagranicznych w okresach 1899-1900 i 1902-1903. Jednocześnie sprawował urząd wiceprezydenta kraju od 14 sierpnia 1899 do 12 sierpnia 1906. Był prezydentem kraju z ramienia liberałów od 12 sierpnia 1909 do 14 sierpnia 1913.